# Karin Stadelmann

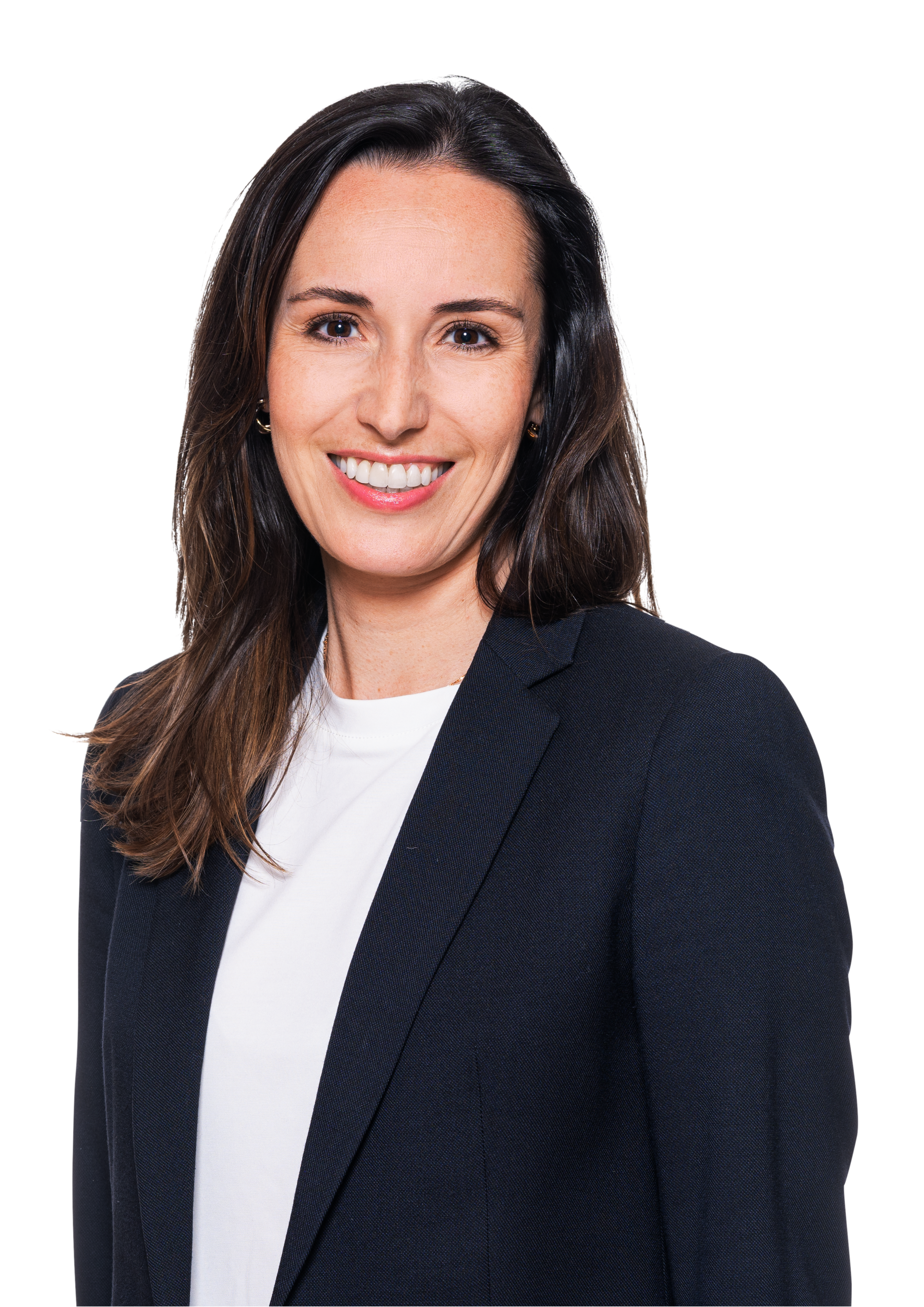
Portrait Karin Stadelmann

Karin Andrea Stadelmann (* 20. Juli 1985 in Sursee) ist eine Schweizer Politikerin (Die Mitte), Luzerner Kantonsrätin, und Erziehungswissenschafterin. Sie ist zudem seit 2024 Präsidentin der Mitte Kanton Luzern.

## Biografie
Karin Andrea Stadelmann wuchs mit ihrem jüngeren Bruder in der Stadt Luzern auf und absolvierte die Kantonsschule Reussbühl Luzern. Sie studierte zunächst an der Rechtswissenschaftlichen Fakultät der Universität Luzern, wechselte dann an die Universität Zürich, wo sie ihr Studium in Erziehungswissenschaften im Jahr 2013 mit den Bachelor of Arts abschloss. Im Jahr 2015 erfolgte der Master of Arts in Erziehungswissenschaften (Schwerpunkt Sozialpädagogik) mit grossem Minor Rechtswissenschaften.
Von 2011 bis 2014 war Stadelmann Wissenschaftliche Assistentin am Institut für Bildungsmanagement und Bildungsökonomie (IBB) an der Pädagogischen Hochschule Zug sowie Wissenschaftliche Mitarbeiterin im Bereich Hochschulmanagement an der Pädagogischen Hochschule Zug (2013–2015). In den Jahren 2015 bis 2018 war Stadelmann Wissenschaftliche Mitarbeiterin an der Hochschule Luzern – Soziale Arbeit am Institut für Sozialpädagogik und Bildung sowie Lehrbeauftragte an der Universität Zürich. Im Jahr 2018 erhielt sie im Rahmen eines Förderprogramms für Dozentinnen von Swissuniversities eine Praxisanstellung bei der Pro Senectute Luzern. Seit 2019 ist Stadelmann Dozentin und Projektleiterin an der Hochschule Luzern – Soziale Arbeit und Lehrbeauftragte an verschiedenen Schweizer Hochschulen für die Themen "Alter und Palliative Care in der Sozialen Arbeit". Sie hat verschiedene Publikationen veröffentlicht und hat ihr Doktorat im Juli 2023 zum Thema «Die Sorge um Andere am Lebensende» bei Catrin Heite, Universität Zürich und Andreas Hanses, TU-Dresden erfolgreich abgeschlossen. Kurz darauf hat ihr die Hochschule Luzern den Titel einer FH-Professorin verliehen.
Karin Andrea Stadelmann lebt in der Stadt Luzern.

## Politische Laufbahn
Karin Andrea Stadelmann ist Mitglied von "Die Mitte". Ihre politische Karriere begann sie als Gründungsmitglied der wieder gegründeten JCVP Stadt Luzern. (heute: Junge Mitte). Von 2014 bis 2017 war sie Präsidentin der JCVP Stadt Luzern. Sie kandidierte 2016 für die Jungpartei für den Stadtrat von Luzern. Parallel dazu hat sie sich bei der CVP - bzw. heute: Die Mitte - eingebracht. Stadelmann war Vizepräsidentin der CVP Stadt Luzern (2014–2018), sowie Co-Präsidentin und Gründungsmitglied der CSV Luzern. Seit September 2021 ist sie Kantonsrätin Kanton Luzern, weiter ist sie Mitglied im Parteipräsidium Die Mitte Schweiz, war Präsidentin der Mitte Stadt Luzern und wurde 2024 zur Präsidentin der Mitte Kanton Luzern gewählt.
Politisch engagiert sich Stadelmann in den Bereichen Gesundheitswesen, Soziales sowie in den Bereichen Wissenschaft und Bildung. Sie kandidierte 2019 bei den Schweizer Parlamentswahlen für die damalige Junge CVP / CVP für einen Sitz im Nationalrat, ohne gewählt zu werden. 2021 nahm sie für die Zentralschweiz an der Frauensession in Bern teil.  Im Jahr 2023 trat sie bei den Nationalratswahlen für die Mitte Kanton Luzern an und erreichte den 2. Ersatzplatz.
Karin Andrea Stadelmann engagiert sich im Rahmen verschiedener Tätigkeiten. So als Stiftungsrätin (2018–2023) sowie Beirätin (seit 2023) des Hospiz Zentralschweiz, Vereinsvorstands-Mitglied Luzerner Sinfonieorchester (LSO) und First-Responderin / Nothelferin (BLS-AED-SRC).